# Maciej Krakowski
Maciej Romuald Krakowski (ur. 7 grudnia 1924 w Pabianicach, zm. 28 kwietnia 2004) – polski elektrotechnik, profesor Politechniki Łódzkiej, oficer.

## Życiorys
W czasie wojny wiosną 1944 roku wstąpił do partyzantki, gdzie brał czynny udział w walkach w rejonie Garwolina. We wrześniu 1944 wstąpił do Wojska Polskiego i ukończył podchorążówkę piechoty uzyskując stopień podchorążego.
Po zakończeniu wojny, gdy w 1945 roku powstawała Politechnika Łódzka, na własną prośbę wystąpił z wojska, aby rozpocząć studia na Wydziale Elektrycznym, które ukończył w 1951 roku ze specjalnością Maszyny i Transformatory. W 1950 roku rozpoczął pracę w Zakładzie Podstaw Elektrotechniki jako zastępca asystenta.
W 1956 roku uzyskał stopień doktora nauk technicznych i w tym samym czasie rozpoczął samodzielne studia matematyczne, publikują oprócz artykułów z elektrotechniki teoretycznej prace w czasopismach matematycznych, głównie w „Zastosowaniach matematyki”. W 1959 został przyznany mu tytuł docent, w 1972 roku profesora nadzwyczajnego,  a w 1983 roku profesora zwyczajnego.
Do 1978 roku związany był z Wydziałem Elektryczny PŁ, pracując w latach 1965–1970 jako kierownik w Zakładzie (następnie Katedrze) Podstaw Elektrotechniki PŁ, a następnie w Instytucie Podstaw Elektrotechniki pełniąc funkcję kierownika zespołu dydaktycznego Elektrotechniki Teoretycznej i zespołu naukowo-badawczego Teorii Pola elektromagnetycznego. W 1978 roku przeszedł do Ośrodka Elektronicznej Techniki Obliczeniowej, przekształconego w 1980 roku w Instytut Informatyki PŁ, gdzie w latach 1983 – 1987 pełnił funkcję zastępcy kierownika.
Specjalizował się w teorii pola elektromagnetycznego w środowiskach przewodzących – początkowo była to analiza zjawisk w obwodach ziemnopowrotnych, która została podsumowana w unikatowej monografii „Obwody ziemnopowrotne”. Ponadto jego zainteresowania naukowo-badawcze obejmowała analiza prądów wirowych i strat wiroprądowych w ciałach przewodzących oraz zastosowania nowych metod obliczeniowych w tych dziedzinach.
Autor około 100 prac, m.in. „Obwody ziemnopowrotne” (1979), „Elektrotechnika teoretyczna” (1979, dwie części: „Obwody liniowe i nieliniowe” i „Pole elektromagnetyczne”) oraz dziesięciu skryptów. Wypromował 13 doktorów.
W latach 1964–1966 pełnił funkcje prodziekana ds. studenckich na Wydziale Elektrycznym PŁ, w latach 1987–1991 prodziekana Wydziału Fizyki Technicznej, Informatyki i Matematyki Stosowanej PŁ.
Członek Polskiego Towarzystwa Elektrotechniki Teoretycznej i Stosowanej oraz Polskiego Towarzystwa Cybernetycznego. Odznaczony m.in. Krzyżem Kawalerskim Orderu Odrodzenia Polski, laureat nagród resortowych.